# Hemitriccus flammulatus
Hemitriccus flammulatus là một loài chim trong họ Tyrannidae.